# Giuseppe Enrici
Giuseppe Enrici (ur. 16 czerwca 1894 w Cirié; zm. 1 września 1968) – włoski kolarz szosowy, startujący wśród zawodowców w latach 1921–1928. Zwycięzca Giro d’Italia (1924).

## Najważniejsze zwycięstwa
- 1923 - Coppa Cavacciocchi
- 1924 - dwa etapy i klasyfikacja generalna Giro d’Italia